# Ordoño Álvarez
Ordoño Álvarez, riportato anche nella grafia portoghese Ordonho Álvares (Asturie, 1230 circa – Roma, 21 dicembre 1285), è stato un cardinale spagnolo.

## Biografia
Nato nelle Asturie verso il 1230, era figlio di Pedro Maurique, barone di Castiglia. Prima del 1272 era abate di Husillos, presso Palencia. Partecipò al secondo concilio di Lione nel 1274.
Il 23 maggio 1275 fu nominato vescovo di Braga, anche se il locale capitolo aveva scelto un altro. Mantenne la carica fino alla sua promozione al cardinalato, anche non vi risiedette mai.
Fu creato cardinale vescovo di Frascati nel concistoro del 12 marzo 1278 e dallo stesso anno fu decano del Sacro Collegio dei Cardinali.
Partecipò al conclave del 1280-1281, che elesse papa Martino IV.
Partecipò al conclave del 1285, che elesse papa Onorio IV. In Terra santa diede assistenza spirituale ai crociati.
Contribuì alla condanna come eresia della setta dei Flagellanti, la quale affermava che il battesimo doveva essere fatto con il sangue, non con l'acqua, e per questo gli adepti si battevano le terga fino a farle sanguinare.
Morì a Roma il 21 dicembre 1285 e fu sepolto nella basilica dei Santi Quattro Coronati.

## Successione apostolica
La successione apostolica è:
- Vescovo Ralph Ireton, C.R.S.A. (1280)
- Vescovo William of Dunkeld (1283)
- Vescovo William of Aberbrothoc, O.S.B. (1284)